# Modrý Kameň (hrad)
Hrad Modrý kameň (starší názvy: 1290 Keykkw, 1446 Kekkew maďarsky Kékkö, německy Blauenstein), je goticko-renesanční hrad ze druhé poloviny 13. století, který se nachází v Banskobystrickém kraji v okrese Veľký Krtíš a je postaven nad stejnojmenným městem v nadmořské výšce asi 315 metrů.
Součástí hradního komplexu je i barokní zámeček, který však byl postaven až o několik století později. V současnosti je hrad spolu s areálem (kam patří například zahrada, most, hradní kaple, hospodářská budova či příkop) evidován jako národní kulturní památka SR.

## Dějiny
Výstavba tohoto hradu pravděpodobně začala po tatarském vpádu, i když pamětní tabule datuje vznik hradu již do roku 1237. Nejstarší písemné zmínky o hradu se datují do let 1278 a 1290. Ve zmínce z roku 1285 je zmíněn majitel a i předpokládaný stavebník hradu Peter Forró. Po jeho smrti sídlo získali synové Kazimíra z bínské větve Huntů-Poznanů. Ale už v roce 1290 ho dobyli zpět Petrovi sourozenci, zakladatelé rodu Balašů. Jejich držení hradu přerušil Matúš Čák Trenčanský, ale po jeho smrti se vrátil do jejich moci. Hrad byl celá staletí majetkem šlechtické rodiny Balašů (dříve Balassů), kteří ho vlastnili až do 19. století.
Vzhled hradu byl několikrát změněn v důsledku mnoha rekonstrukcí a přestaveb. První výraznější oprava hradu se konala v letech 1609 až 1612, kdy získal renesanční podobu. Důvodem bylo to, že v roce 1576 (některé prameny uvádějí rok 1575) hrad obsadili Turci, kteří ho opustili až v roce 1593, přičemž hrad zničili. Při této rekonstrukci hradu vznikly i dělostřelecké plošiny. V době stavovských povstání na začátku 17. století se hradní majitel Zikmund Balaša ucházel o funkci sedmihradského knížete a za tímto účelem se neváhal spojit i s Turky. Proto hrad v roce 1616 dobylo královské vojsko a Zikmund byl uvězněn. V rámci bezohledného vpádu byl hrad znovu napaden Turky v roce 1659. V roce 1683 hrad dobývala povstalecká vojska Imricha Tökölyho a hrad byl značně poškozen. Tato poškození již majitelé neobnovili.
V první polovině 18. století postavil tehdejší majitel Gabriel Balaša na starších zničených základech rozsáhlý barokní zámeček, který však byl postaven pouze na dolním nádvoří hradu; horní část hradu se obnovy nedočkala a tyto prostory se využily jako zahrada, která také patří mezi národní kulturní památky. K zámku byla později přistavěna i kaple svaté Anny.
V 19. a 20. století hrad několikrát změnil majitele. V roce 1813 hrad od rodu Balašů získal župan Forgáč z Gýmeše a Haliče, po něm se majitelem hradu stal hrabě Károly. Poslední soukromou majitelkou byla Károlyho dcera Gabriela Almášiová, která ho však v roce 1923 prodala státu, který je jeho vlastníkem až do současnosti. Od roku 1991 je v hradě Muzeum loutkářských kultur a hraček Slovenského národního muzea.

## Galerie

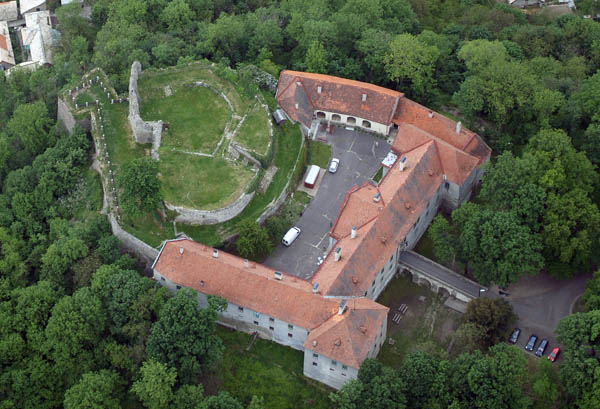
Letecká fotografie hradu
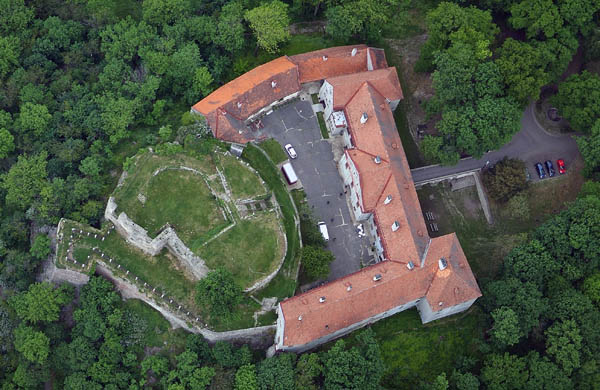
Letecká fotografie hradu
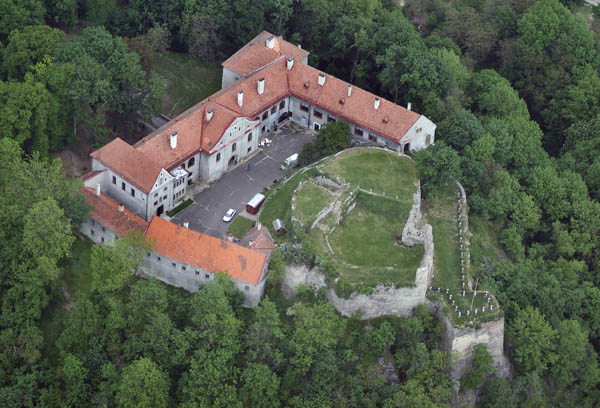
Letecká fotografie hradu